# Бекбулатов, Вадим Николаевич
Вади́м Никола́евич Бекбула́тов (бел. Вадзім Мікалаевіч Бекбулатаў; 8 марта 1970, Минск, СССР) — советский и белорусский хоккеист, нападающий. Заслуженный мастер спорта Республики Беларусь (2002)

## Биография
Воспитанник минской «Юности» (тренер — Валерий Евдокимов).
Участник зимних Олимпийских игр 1998 года в Нагано и 2002 года в Солт-Лейк-Сити.
Участник чемпионатов мира
1993 (кв. к группе «C»),
1994 (группа «C»),
1996 (группа «B»),
1997 (группа «B»),
1998,
1999,
2003 в составе национальной сборной Беларуси.
За национальную сборную Беларуси выступал с 1992 по 2005 год. Провел 91 матч, набрал 59 (27+32) бомбардирских баллов, заработал 148 минут штрафного времени. Участник первого официального матча сборной.
В чемпионатах СССР/СНГ/МХЛ/России провел 336 матчей, набрал 119 (54+65) очков, получил 180 минут штрафа.
В чемпионате Чехии провел 46 матчей, набрал 10 (4+6) очков, получил 47 минут штрафа.
Участник финального турнира Кубка Европы (1994)

## Достижения
- Бронзовый призёр Спартакиады народов СССР 1990 года
- Третий призёр Большого приза Санкт-Петербурга (1993).
- Чемпион Беларуси (1993).
- Чемпион Беларуси (1994).
- Чемпион Беларуси (2003).
- Второй призёр чемпионата ВЕХЛ (2003).
- Второй призёр Континентального кубка (2004).